# Eugenia winzerlingii
Eugenia winzerlingii là một loài thực vật có hoa trong Họ Đào kim nương. Loài này được Standl. mô tả khoa học đầu tiên năm 1927.